# Brett Gaylor
Brett Gaylor (1977) es un realizador de documentales canadiense que vive en Victoria, Columbia británica. Nacido en 1977,  creció en la Isla Galiano, de la Columbia británica. Anteriormente fue el VP de Mozilla Webmaker Program.  Su más reciente documental, Do Not Track, explora la privacidad y la economía web.
Anteriormente fue miembro director de la compañía de producción documental EyeSteelFilm como jefe de nuevos medios.
Fue el fundador del proyecto de Open Source Cinema y el productor web de Homeless Nación.

## Documentales
Participó, junto a sus compañeros directores Daniel Cross y Mila Aung-Thwin (los tres de la compañía de producción EyeSteelFilm) en una iniciativa del National Film Board of Canada para enseñar a estudiantes Inuit de una escuela de educación media superior en Inukjuak, Nunavik (Quebec), para documentar su último año en el instituto. El resultado, creado en 2004, fue Inuuvunga:  I Am Inuk,  I Am Alive un documental que conjunta 58 minutos de metraje de 8 estudiantes de la escuela Inukjuak - Innalik.
Su película del 2008 RIP!: A Remix Manifesto es un documental sobre "el cambiante concepto del copyright". RiP!: A Remix Manifesto es un llamado a revisar las leyes de copyright. Como el título sugiere, este documental está particularmente interesado en un “área legalmente gris” de los trabajos que existen de remix.
Su más reciente producción es el documental web de 2015 Do Not Track acerca de la privacidad en internet.

## Festivales y premios
RiP!: A Remix Manifesto fue mostrado en el International Documentary Film Festival de Ámsterdam (IDFA) en noviembre de 2008, donde ganó el Premio de la Selección de la Audiencia.
En diciembre de 2008,  fue mostrado durante el Festival de cine de Whistler, ganando el Cadillac People’s Choice Award.
Ganó el Premio Especial del Jurado de la Audiencia en el Festival du Nouveau Cinéma en Montreal y estuvo en la Selección Especial en el Festival de cine South by Southwest (también conocido como SXSW). También ganó los premios de la audiencia en el Ann Arbor Film Festival y los festivales de Encuentros de Documental en Sudáfrica.